# Atlas de Blida
Atlas de Blida är en bergskedja i Algeriet. Den ligger i provinsen Blida, i den norra delen av landet, 40 km söder om huvudstaden Alger.
Atlas de Blida sträcker sig 22,6 km i öst-västlig riktning. Den högsta toppen är Koudiat Sidi Abd el Kader, 1 606 meter över havet.
Topografiskt ingår följande toppar i Atlas de Blida:
- Djebel Beni Messaoud
- Djebel Djâma' Dra'
- Djebel er Rached
- Djebel Feroukha
- Djebel Guerdjoumane
- Djebel Marmoucha
- Djebel Sidi el Mokhfi
- Djebel Sidi Mohammed
- Draa Sela
- El 'Ark
- Kal'a Beni Moussa
- Kal'at Sbarhnia
- Kef Azrou Alouane
- Kef el Khortane
- Kef Guennouyour
- Kef Hadjar el Ahmar
- Kef Kalaa Tebdou
- Kef Rekise
- Kef Taguine
- Kef Takrina
- Kef Tazer
- Kef Tazeroura
- Khandoûk
- Koudia el Messara
- Koudia Hloûk
- Koudia Samer
- Koudia Telmaten Kedrar
- Koudiat el Mahrib
- Koudiat el Merdja Touila
- Koudiat en Nekissa
- Koudiat Sidi Abd el Kader
- Koudiat Sidi el Mokhfi
- Koudiat Tafersiouant
- Koudiat Tifraouine